# پیمایش (فناوری)

پیمایش اختلاف منظر

در نمایشگر رایانه، فیلم‌سازی، نمایش تلویزیونی و سایر نمایشگرها، پیمایش یا نَوَردش (به انگلیسی: Scrolling) عبارت است از کشیدن متن، تصاویر یا فیلم بر روی یک مانیتور یا صفحه نمایش به صورت عمودی یا افقی. پیمایش طرح متن یا تصاویر را تغییر نمی‌دهد بلکه دید کاربر را برای تصاویر بزرگ که به‌طور کامل دیده نمی‌شود (پهن یا کج) می‌کند. پیمایش یک جلوه ویژه تلویزیونی و سینمایی رایج است که در آخر نمایش، نام عوامل ساخت را به صورت پیمایشی نمایش می‌دهد. پیمایش ممکن است کاملاً بدون دخالت کاربر (مانند پایان فیلم) انجام شود یا در یک دستگاه، توسط صفحه لمسی یا فشردن کلید فعال شود و بدون دخالت بیشتر تا اقدام بعدی کاربر ادامه یابد یا به‌طور کامل توسط دستگاه‌های ورودی کنترل شود.
پیمایش ممکن است بصورت مجزا (شاید یک یا چند خط متن در یک زمان) یا به‌طور مداوم (پیمایش یکنواخت) انجام شود. نرخ فریم سرعتی است که در آن کل تصویر دوباره نمایش داده می‌شود.

## فیلم و تلویزیون
تکنیک پیمایش معمولاً برای نمایش عوامل ساخت در پایان فیلم‌ها و برنامه‌های تلویزیونی استفاده می‌شود. همچنین از پیمایش در پخش اخبار برای نشان دادن خلاصه متن خبر در سمت پایین تصویر نیز استفاده می‌شود.